# Электролюминофор
Электролюминофор — вещество, способное излучать видимый свет под воздействием электромагнитного поля.

## Общие сведения
Эффективность электролюминесцентных изделий, в которых применяют порошкообразные люминофоры, оценивают величиной светоотдачи, т.е. отношением мощности светового потока, излучаемого электролюминофором, к величине поглощаемой им мощности. Светоотдача зависит от свойств используемого электролюминофора и связующего диэлектрика (вещество не проводящее электричество), а также от условий возбуждения (частоты и напряжения электрического поля). 

## Возбуждение свечения
Электролюминофоры возбуждаются переменным электрическим полем. Напряжение определённой частоты подводят к двум электродам разборного конденсатора, между которыми помещают слой электролюминофора в смеси с диэлектриком. Один из электродов конденсатора является прозрачным, так как через него наблюдают свечение электролюминофора. Обычно, для такого электрода используют стекло, на которое предварительно наносят токопроводящий слой. Второй электрод делают металлическим. Как диэлектрик, как правило, используются силиконовое или касторовое масло.
Если в качестве источника возбуждения используется источник постоянного тока, то электролюминофор возбуждают постоянным электрическим полем в разборных ячейках  электролюминесцентного конденсатора. 

## Применение
Развитие полупроводниковой техники в направлении микроминиатюризации (уменьшение габаритов, массы и стоимости радиоэлектронной аппаратуры при одновременном повышении её надёжности и экономичности за счёт совершенствования схемотехнических, конструкторских и технологических методов) и снижения рабочих напряжений до единиц Вольт стимулировало работы по созданию инжекционных электролюминесцентных источников освещения. 

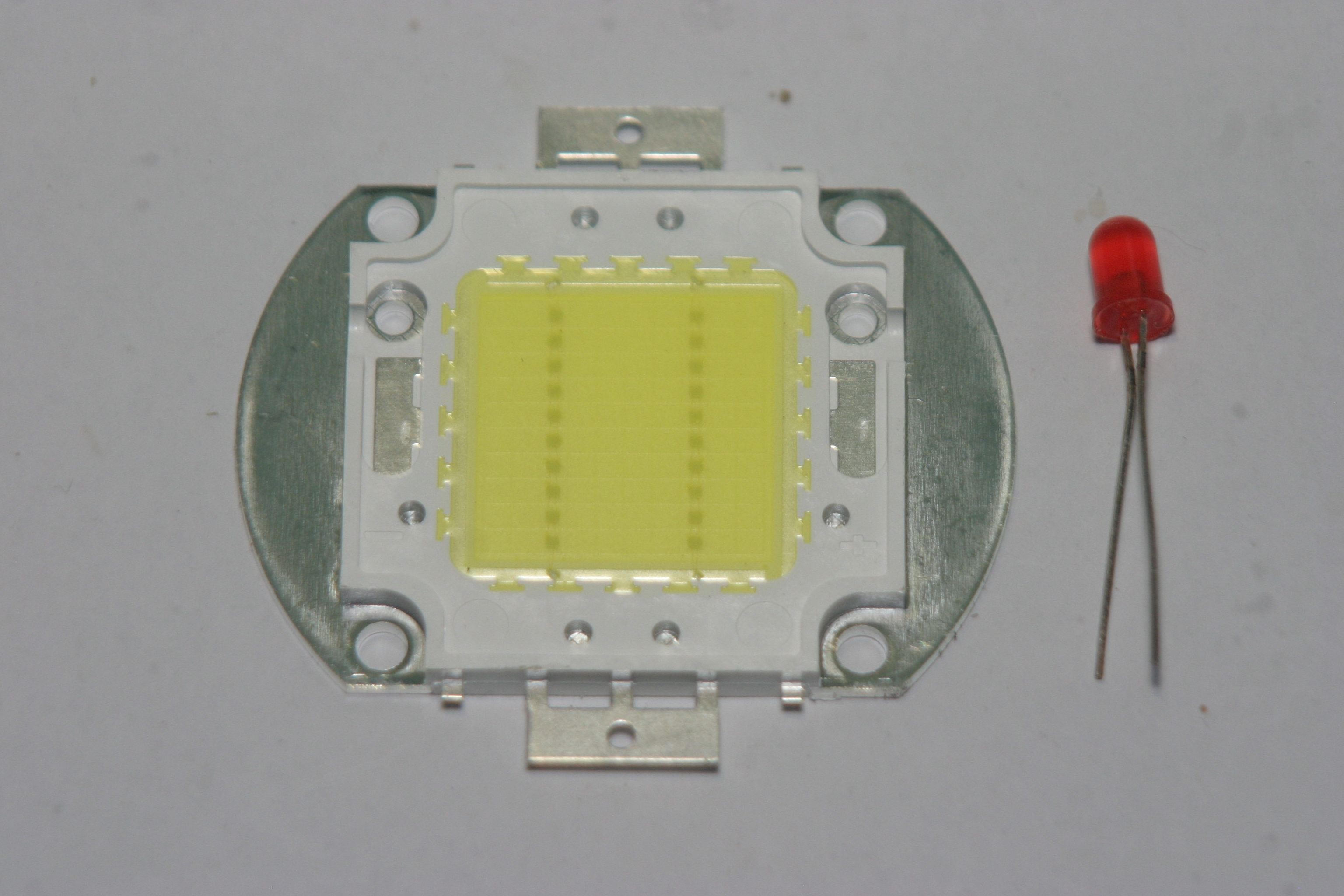
Светодиод

Разработки первых электролюминесцентных порошковых излучателей относятся к 1952 году. Порошковый излучатель представляет собой многослойную структуру, основанием которой является стеклянная или пластиковая подложка. На подложку наносятся последовательно проводящий прозрачный электрод из оксидов металлов (SnO2, InO2, CdO и др.), слой электролюминофора толщиной 25—100 мкм, защитный диэлектрический слой (лаковое покрытие или слой SiO, SiO2), металлический непрозрачный электрод. В качестве люминофора используется сульфид цинка, селенид цинка, который, для получения большей яркости свечения, активируется Cu, Mn или другим элементом. Поликристаллы сульфида цинка связываются между собой диэлектрическими материалами (органическими смолами) с высокой диэлектрической проницаемостью. По этой причине электролюминесцентные порошковые излучатели работают только при переменном напряжении на электродах (напряжение возбуждения 90-140 В при частоте от 400 до 1400 Гц).
Электролюминесцентный плёночный излучатель отличается от порошкового наличием между электродами однородной поликристаллической электролюминофорной плёнки толщиной около 0,2 мкм, которая создаётся термическим испарением с осаждением в вакууме. В электролюминофоре отсутствует диэлектрик, поэтому плёночные излучатели могут работать при постоянном токе. По сравнению с порошковыми излучателями, рабочее напряжение плёночных излучателей значительно меньше (20—30 В). Активирование люминофора редкоземельными фтористыми материалами позволяет повысить светоотдачу и яркость, а также изменять цвет свечения, но электролюминесцентные плёночные излучатели уступают порошковым по экономичности и сроку службы. 
Индустрия светодиодного освещения активно развивается в направлении технологии, которая позволяла бы получать оптимальное качество цвета и в то же время понизить энергопотребление.

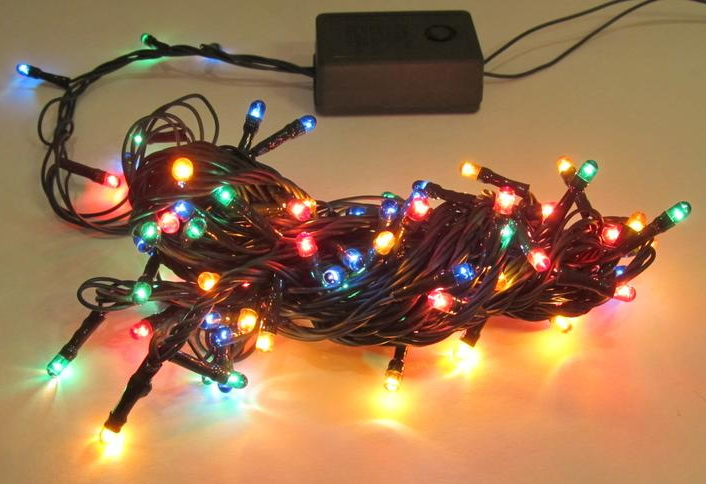
Светодиодная гирлянда

Возросший спрос на светодиодное освещение побуждает производителей  повысить качество, снизить затраты и упростить производство светодиодов. Благодаря этому начали разрабатываться новые технологии производства светодиодов, охватывающие весь спектр методов изготовления полупроводниковых кристаллов.
Одним из примеров новаторских технологий является изготовление люминофоров в виде формованных полимерных плёнок или стеклянных пластинок. Также изучается возможность использования оптокерамических материалов для нанесения на поверхность светодиодных кристаллов. 